# Penny Marshallová
Penny Marshallová (15. říjen 1943 Bronx, New York – 17. prosinec 2018 Los Angeles, Kalifornie) byla americká herečka, režisérka a producentka. Její nejznámější rolí byla postava Laver v televizním seriálu Laverne & Shirley (1976–1983), za kterou získala tři nominace na cenu Zlatý glóbus za nejlepší herecký výkon v televizním seriálu. V roce 1990 režírovala film Čas probuzení, (podle knižní předlohy od Olivera Sackse), který byl nominován na Oscara za nejlepší film.

## Životopis
Narodila se v Bronxu v New Yorku. Jejím bratrem byl známý režisér Garry Marshall. Její otec měl italský původ a matka německý, anglický a skotský.

## Kariéra

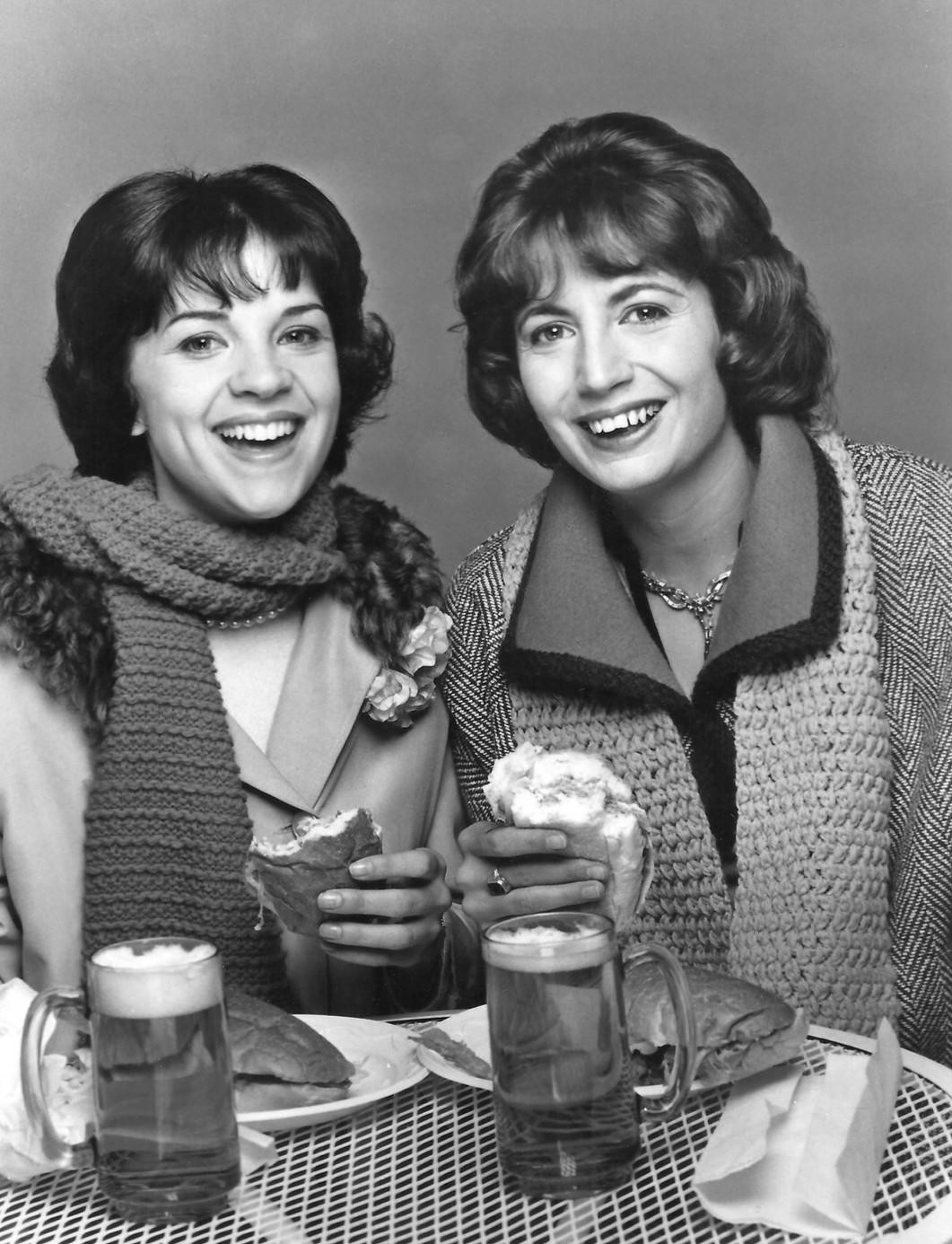
S Cindy Williamsovou (vlevo) v seriálu Laverne a Shirley (1976)

Penny se poprvé objevila v televizní reklamě na šampon Head and Shoulders. Měla hrát dívku s tuhými, nezajímavými vlasy a Farrah Fawcett měla hrát dívku s hustými a půvabnými vlasy. Tato reklama vzbudila ve společnosti dojem, že Penny moc nedbá o svůj vzhled a Farrah byla považována za tu půvabnou a krásnou. Farrah cítila, že Penny je nejistá kvůli svému vzhledu, a časem jí pomáhala. V roce 1970 se Garry Marshall stal výkonným producentem televizního seriálu The Odd Couple. Následující rok byla Penny obsazena do stálého obsazení – čtyři roky hrála sekretářku Myrnu.
Dne 11. listopadu 1975 Garry Marshall představil seriál Laverne & Shirley plus hlavní postavy Laverne DeFazio a Shirley Feeney (Penny Marshallová a Cindy Williamsová). Postavy Laverne a Shirley se objevily i v dalších pěti epizodách seriálu Happy Days. V roce 1982 na začátku osmé sezóny Laverne & Shirley, Cindy Williamsová opustila seriál kvůli těhotenství. Seriál byl zrušen po poslední epizodě sezóny vysílané v květnu 1983. Postavu Laverne DeFazio si Penny společně s její hereckou kolegyní Cindy Williamsovou zahrála i v roce 2013 v seriálu Sam a Cat.
Dabovala také jednu z vedlejších postav v seriálu Simpsonovi.

### Režisérská tvorba
Na bratrův popud se začala zajímat o režírování. Zatímco hrála v Laverne & Shirley, podílela se jako režisérka na čtyřech epizodách tohoto seriálu. V roce 1979 režírovala několik epizod krátkého sitcomu Working Stiffs, ve kterém hráli Michael Keaton a James Belushi. Jejím prvním režisérským počinem se stal film Jumpin 'Jack Flash (1986) ve kterém hrála hlavní roli Whoopi Goldbergová. Možnost režírovat film dostala díky neshodám Whoopi Goldbergové s původním režisérem. Ve filmu dala také prostor své dceři Tracy a bratrovi Garrymu.
Penny měla několik úspěšných celovečerních filmů od poloviny 80. let, včetně filmu Big (1988), ve kterém hrál Tom Hanks (první film režírovaný ženou, který vydělal více než 100 milionů amerických dolarů[zdroj?]), Awakenings (1990) s Robinem Williamsem a Robertem De Niro, League of Their Own (1992) s Geenou Davisovou, Tomem Hanksem a The Preacher's Wife (1996), kde hráli Denzel Washington a Whitney Houston. V roce 1991 získala cenu Women in Film Crystal Award. V roce 2001 také obsadila herečku Drew Barrymoreovou a Brittany Murphyovou v životopisném filmu Riding in Cars with Boys.
V letech 2010–2011 režírovala dvě epizody seriálu Showtime United States of Tara (v hlavní roli s Toni Collette).

## Úmrtí
V roce 2010 oznámila, že jí byla diagnostikována rakovina plic, která metastazovala do mozku. V roce 2012 řekla, že její zdravotní stav je v remisi. Zemřela v Los Angeles na komplikace s cukrovkou 17. prosince 2018 ve věku 75 let. Je pohřbena na hřbitově Forest Lawn Memorial Park v Hollywoodu.